# Василевка (Семёновский район)
Василевка (укр. Василівка) — село,
Василевский сельский совет,
Семёновский район,
Полтавская область,
Украина.
Код КОАТУУ — 5324580801. Население по переписи 2001 года составляло 716 человек.
Является административным центром Василевского сельского совета, в который, кроме того, входят сёла
Белогубы,
Брусово и
Чаплинцы.

## Географическое положение
Село Василевка находится на левом берегу безымянной речушки, которая через 2 км впадает к реку Хорол,
выше по течению на расстоянии в 1 км расположено село Брусово.

## История
- Покровская церковь известна с 1779 года[2].
- 1781 — село в составе Хорольской сотни Миргородского полка (99 хат).
- Имеется на карте 1812 года[3].
- Входило во владения дворянского рода Родзянко, здесь в 1817 году родился будущий губернатор Томска Н. В. Родзянко.
- В XIX веке село Василевка было в составе Заиченской волости Хорольского уезда Полтавской губернии[4].

## Объекты социальной сферы
- Школа.
- Музыкальная школа.
- Клуб.

## Достопримечательности
- Братская могила советских воинов.